# Siti Akbari
Siti Akbari è un film del 1939 in bianco e nero diretto da Joshua ed Othniel Wong. Realizzato nelle Indie orientali olandesi, venne prodotto da Tan Khoen Yauw per la sua Tan's Film ed interpretato da Rd Djoemala, Kartolo e Roekiah. La storia, priva di crediti, è incentrata su un uomo sposato che commette adulterio, innamorandosi di un'altra ragazza.
Orientata ad un pubblico popolare, la pellicola è ora considerata perduta.

## Conservazione
Si ritiene che il lungometraggio sia ora perduto, dato che tutti i film dell'epoca erano stati girati su pellicole di nitrato di cellulosa infiammabili e che il magazzino della Produksi Film Negara, dove erano conservati, venne distrutto da un incendio nel 1952, appiccato forse deliberatamente per eliminare le bobine in nitrato. Di fatto l'antropologo visuale statunitense Karl G. Heider suggerì che ogni opera cinematografica indonesiana realizzata prima degli anni Cinquanta sia ormai da considerare irrecuperabile. Tuttavia, lo storico del cinema JB Kristanto, nel suo Katalog Film Indonesia 1926-1995, riporta che diverse opere sopravvissero negli archivi della Sinematek Indonesia e il collega Misbach Yusa Biran aggiunge, scrivendo nel suo saggio Sejarah Film 1900–1950: Bikin Film di Jawa del 2009, che a salvarsi furono numerosi film di propaganda giapponesi, sfuggiti al Servizio informazioni del governo olandese.